# Periodistas por la Igualdad
Periodistas por la Igualdad es una asociación fundada en 2018 por un grupo de periodistas feministas, procedentes de diversos medios y ámbitos periodísticos, con la finalidad de avanzar en el desarrollo de una sociedad igualitaria, acabar con las diferencias entre hombres y mujeres en el desarrollo de la profesión periodística y dignificar el periodismo a través de buenas prácticas en la construcción de la imagen de la mujer. Surgió en Zaragoza, tras las reflexiones de un grupo de mujeres periodistas y como consecuencia de las movilizaciones del 8 de marzo de 2018 y el paro internacional feminista del 8M, en el Día Internacional de la Mujer Trabajadora/Día Internacional de la Mujer. Esta asociación desarrolla actividades y acciones encaminadas a visibilizar el trabajo de la mujer y educar en igualdad de género. 

## Objetivos
La asociación está representada por una junta directiva y cuenta con unos estatutos que regulan su funcionamiento. Junto a la finalidad principal de perseguir la igualdad entre hombres y mujeres, la asociación tiene los siguientes objetivos:
- Visibilizar el trabajo de las mujeres periodistas.
- Forzar el fin de la brecha salarial y la promulgación de leyes para conseguir la democracia paritaria.
- Denunciar públicamente los casos de discriminación, acoso y cosificación de la mujer en los medios.
- Generar debate en torno a los porqués de la ausencia de mujeres en puestos de decisión en la industria periodística y aportar soluciones.
- Velar por un contenido igualitario en las informaciones de los medios de comunicación.
- Difundir los principios del periodismo (equidad en las fuentes, informaciones contrastadas, voces expertas, temas contextualizados…), en relación con los casos de discriminación de la mujer.

## Actividades
Organiza debates abiertos al público sobre desigualdad y discriminación en relación con la mujer y su papel en los medios de comunicación, así como jornadas y/o seminarios de análisis de la actualidad informativa y el lenguaje empleado desde la perspectiva de género.
La actividad de la asociación se centra en difundir noticias relacionadas con la mujer y su papel en los medios de comunicación: brecha salarial, violencia machista, la mujer en el deporte, contenido igualitario en las noticias, lenguaje inclusivo, etc., junto a la reivindicación profesional, el análisis y las propuestas.
Una de las acciones impulsadas ha sido el Laboratorio de Titulares, un foro para analizar actitudes machistas en las informaciones bajo la mirada del periodismo feminista en el que se quiere estudiar cómo se habla de las mujeres en los medios de comunicación, qué imagen de ellas se proyecta, en qué roles o bajo qué estereotipos. 
Recientemente, la Asociación Periodistas por la Igualdad ha puesto en marcha el Club de Lectura y Cata, en el que reivindican a periodistas y escritoras.